# USS Georgia (BB-15)
El USS Georgia (BB-15) fue un acorazado tipo pre-dreadnought clase Virginia de la Armada de los Estados Unidos, tercero de cinco miembros de su clase. Fue construido en el astillero Bath Iron Works, en Maine, con su quilla colocada en agosto de 1901 y botado en octubre de 1904. La embarcación finalizada fue puesta en servicio con la flota en septiembre de 1906. Estaba armado con una batería principal de cuatro cañones de 305 mm, y ocho de 203 mm, y podía navegar a una velocidad máxima de 19 nudos (35 km/h).
Pasó la mayor parte de su carrera con la Flota del Atlántico. En 1907, formó parte de la feria de Jamestown, y sufrió una explosión en su torreta de 203 mm de popa que mató a 10 oficiales y dejó varios heridos. Al finalizar ese año, se unió a la Gran Flota Blanca en su circunnavegación por el mundo, que terminó a inicios de 1909. Los siguientes cinco años realizó una serie de entrenamientos de tiempos de paz, y en 1914 navegó a aguas mexicanas para proteger los intereses estadounidenses durante la Revolución Mexicana. A inicios de 1916, la embarcación fue dada de baja temporalmente.
Cuando Estados Unidos entró en la Primera Guerra Mundial en abril de 1917, le fue encomendada a la embarcación el entrenamiento de reclutas para la flota en expansión. A inicios de diciembre de 1918, fue usado como escolta de convoyes. Sus únicas bajas durante la guerra fueron por enfermedades causadas por las malas condiciones y el severo hacinamiento a bordo del barco. Fue usado para repatriar a los soldados estadounidenses de Francia, de 1918 a 1919, y al siguiente año fue transferido a la Flota del Pacífico, donde sirvió como buque insignia de la 2.ª División del 1.er Escuadrón. El Tratado naval de Washington, firmado en 1922, terminó con la carrera de la nave, ya que ordenó reducciones severas en el poderío naval. En consecuencia, el Georgia fue vendido como chatarra en noviembre de 1923. 

## Diseño
El Georgia tenía una eslora de 134.49 m, una manga de 23.24 m, y un calado de 7.24 m. Tenía un desplazamiento estándar de 14 948 toneladas largas, y de 16 094 a máxima capacidad. Era impulsado por motores de vapor de triple expansión de dos ejes con una potencia de 19 000 caballos de fuerza (14 000 kW), conectados a dos ejes de hélices. El vapor era generado por veinticuatro calderas Niclausse de carbón. El sistema de propulsión generaba una velocidad máxima de 19 nudos (35 km/h). Tal como fue construido, tenía mástiles militares pesados, pero fueron reemplazados en 1909 por mástiles de celosía. Tenía una tripulación de 812 oficiales y marinos.
Estaba armado con una batería principal de cuatro cañones calibre 305 mm/40 serie 4 en dos torretas dobles en la línea central, una en la proa y otra en la popa. La batería secundaria consistía en ocho cañones calibre 203 mm/45, y doce cañones calibre 152 mm/50. Los cañones de 203 mm estaban montados en cuatro torretas dobles; dos de ellas superpuestas sobre las torretas de la batería principal, las otras dos al frente de la chimenea delantera. Los cañones de 152 mm estaban colocados en casamatas en el casco. Contaba con doce cañones calibre 76 mm/50 para la defensa a corta distancia contra buques torpederos, también montados en casamatas a lo largo del casco, y con doce cañones de 3 libras. Como estándar de los buques capitales de ese período, el Georgia contaba con cuatro tubos lanzatorpedos de 533 mm en lanzadores sumergidos a los costados del casco.
El cinturón blindado del Georgia era de 279 mm de grosor sobre los pañoles y las salas de máquinas, y de 152 mm en el resto de la embarcación. Las torretas de la batería principal tenían costados de 305 mm de grosor, y las barbetas de apoyo tenían 254 mm en los costados expuestos. La torre de mando tenía costados de 229 mm de grosor.

## Historial de servicio

### Primeros años y Gran Flota Blanca

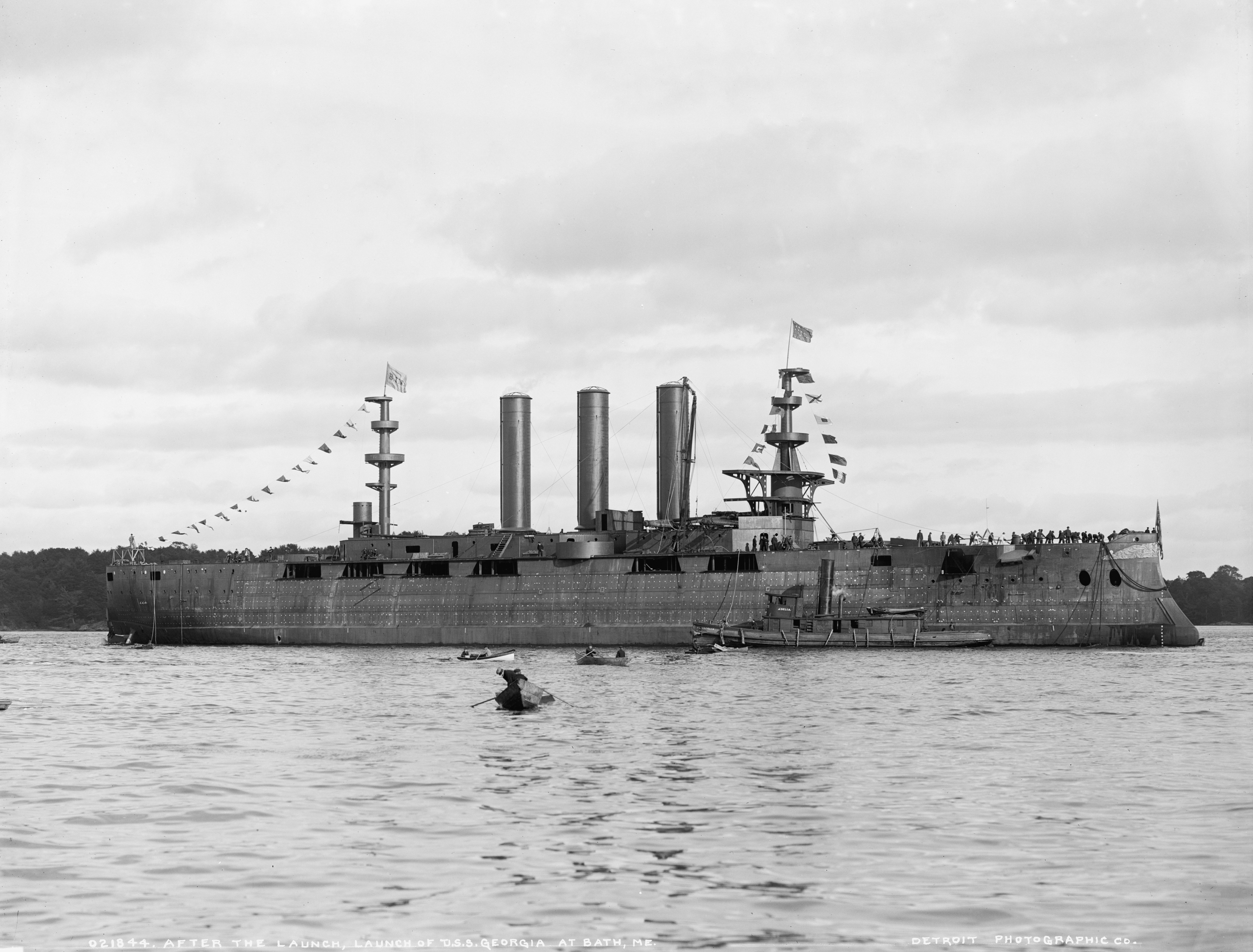
USS Georgia después de su botadura

La quilla del Georgia fue colocada en el astillero Bath Iron Works en Maine, el 31 de agosto de 1904, y fue botado el 11 de octubre de 1904. Fue puesto en servicio activo el 24 de septiembre de 1906. Realizó un crucero de preparación después de que fueron completados algunos trabajos de acondicionamiento, antes de unirse a la 2a. División del 1.er Escuadrón de la Flota del Atlántico. Partió de Hampton Roads el 26 de marzo de 1907 para unirse al resto de la flota en la bahía de Guantánamo, Cuba; ahí, las embarcaciones realizaron entrenamientos de artillería. Navegó al astillero de Boston para reparaciones antes de participar en la feria de Jamestown.
El 10 de junio, participó en una revista naval para el presidente Theodore Roosevelt. Dos días después, partió para prácticas de tiro en la bahía de cabo Cod, arribando ahí el 15 de junio. Una carga propelente explotó en la torreta de 203 mm de popa, matando a diez oficiales y dejando a otros once heridos. Más tarde ese mismo año, la embarcación participó en maniobras de la Flota en el Atlántico, y el 24 de septiembre entró a dique seco en el astillero de Filadelfia para una revisión general.

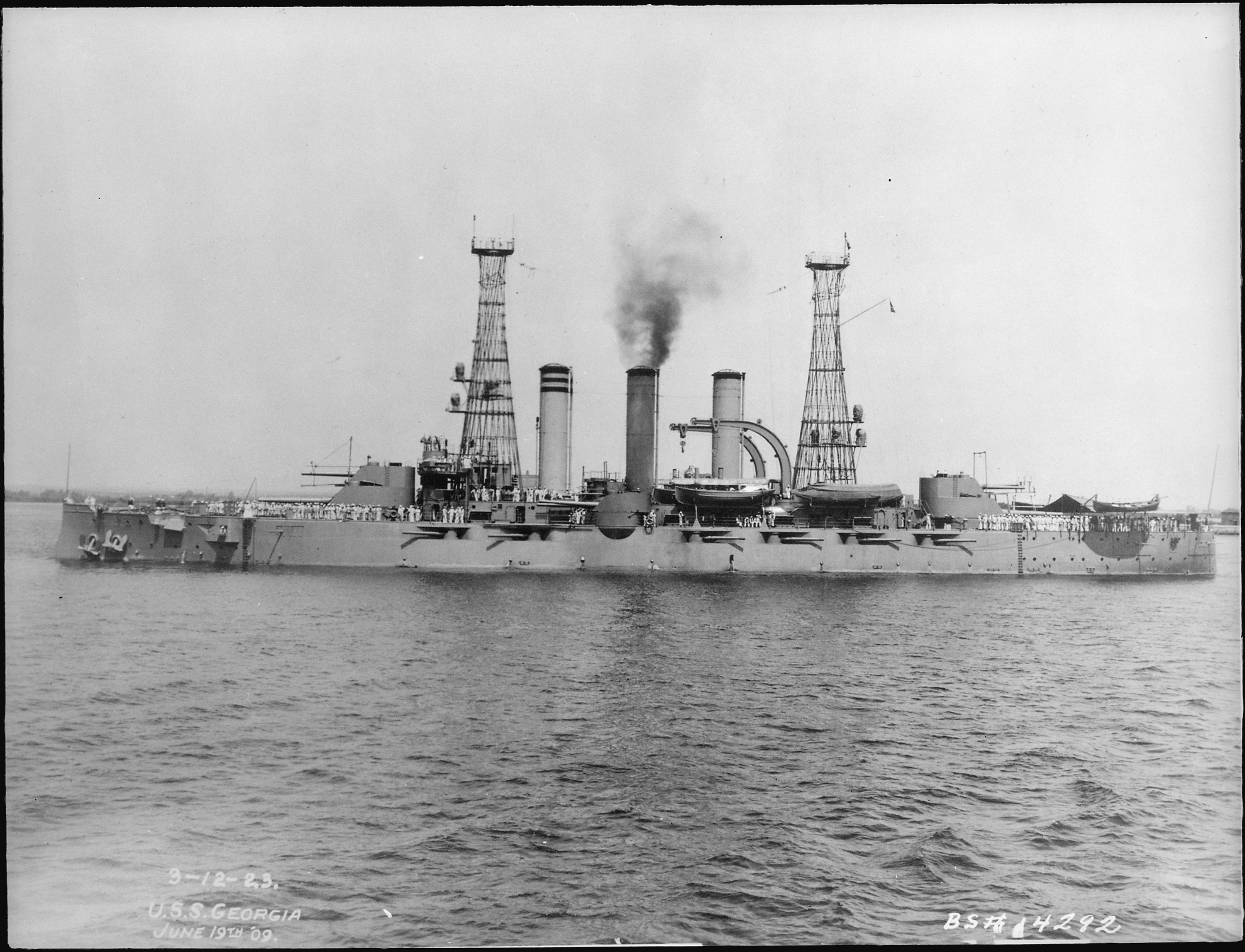
USS Georgia, 1909

Se unió a la Gran Flota Blanca el 16 de diciembre de 1907, cuando partieron de Hampton Roads para iniciar su circunnavegación por todo el mundo. El crucero de la Gran Flota Blanca fue concebido como una forma de demostrar el poderío militar de los Estados Unidos, particularmente hacia Japón. Las tensiones entre Estados Unidos y Japón comenzaron a aumentar después de la victoria japonesa en la guerra ruso-japonesa, en 1905. La prensa de ambos países pedía la guerra, y Roosevelt esperaba utilizar la demostración de poderío naval para disuadir cualquier agresión japonesa. La flota navegó hacia el sur al Caribe, y luego a Sudamérica, haciendo paradas en Puerto España, Río de Janeiro, Punta Arenas y Valparaíso, entre otras ciudades, Después de llegar a México en marzo de 1908, la flota pasó tres semanas llevando a cabo prácticas de artillería. La flota continuó su viaje por la costa americana del Pacífico, deteniéndose en San Francisco, y Seattle antes de cruzar el Pacífico hacia Australia, deteniéndose de camino en Hawái. Algunas paradas en el Pacífico Sur incluyeron Melbourne, Sídney y Auckland.
Después de dejar Australia, la flota giró al norte hacia Filipinas, deteniéndose en Manila antes de continuar hacia Japón, donde se realizó una ceremonia de bienvenida en Yokohama. En noviembre, le siguieron tres semanas de ejercicios en la bahía de Súbic, Filipinas. Las embarcaciones pasaron por Singapur el 6 de diciembre y entraron al océano Índico, cargaron carbón en Colombo antes de cruzar el canal de Suez y volvieron a abastecerse de carbón en Puerto Saíd, Egipto. La flota hizo escala en varios puertos del Mediterráneo antes de detenerse en Gibraltar, donde una flota internacional de barcos de guerra británicos, rusos, franceses y alemanes los recibieron. Las embarcaciones cruzaron el Atlántico para regresar a Hampton Roads el 22 de febrero de 1909, habiendo viajado 46 729 millas náuticas (82 542 km). Ahí, pasaron revista para el presidente Theodore Roosevelt.

### 1910-1923

Tripulación del USS Georgia abasteciéndolo de carbón, vista desde el mástil de proa, 1919

Durante el resto del siguiente año y medio, realizó una rutina de maniobras de tiempos de paz y simulacros de artillería. El 2 de noviembre de 1910, participó en una revista naval para el presidente William Taft en preparación para un crucero por Europa Occidental con la Flota del Atlántico. Las embarcaciones pararon en Francia y Bretaña, y realizaron maniobras extensas mientras estaban en el crucero. El Georgia y el resto de las embarcaciones regresaron a la bahía de Guantánamo el 13 de marzo de 1911. Continuó con su rutina de entrenamiento de paz los siguientes dos años. El 5 de junio de 1913, realizó un crucero de entrenamiento para guardamarinas de la Academia Naval de los Estados Unidos, seguido por una revisión en el astillero de Boston. A inicios de enero, fue desplegado en aguas mexicanas para proteger los intereses estadounidenses en la región durante la Revolución Mexicana. Se mantuvo ahí desde el 14 de enero de 1914 hasta marzo, cuando regresó brevemente a Norfolk. Regresó a México durante el verano, y de agosto a octubre operó en aguas haitianas para proteger a los estadounidenses en la región, que se encontraba experimentando disturbios internos.
Regresó a dique seco para una revisión, antes de regresar a aguas cubanas para maniobras con la flota; arribó el 25 de febrero de 1915. El resto del año lo pasó realizando ejercicios de entrenamiento con la Flota del Atlántico. Le siguió otra revisión en el astillero de Boston, hasta el 26 de enero de 1916. Un día después, fue dado de baja temporalmente. El mismo día que Estados Unidos le declaró la guerra a Alemania, el 6 de abril de 1917, la embarcación regresó en activo para el servicio durante la Primera Guerra Mundial. Fue asignada con la 3a. División de Acorazados, con base en York River, Virginia. Pasó la mayor parte de la guerra entrenando artilleros para la Armada en rápida expansión, y llevando a cabo ejercicios tácticos de entrenamiento. Durante este período, la embarcación tuvo con frecuencia más de mil hombres a bordo, a pesar de que los dormitorios eran para solo 750. El comandante de la embarcación en ese momento, el capitán Sumner Kittelle, expresó su preocupación por las condiciones de hacinamiento al interior del barco.
De septiembre de 1918 hasta el final del conflicto, el Georgia fue asignado con la Fuerza de Cruceros del Atlántico, como escolta de convoyes. La primera operación de la embarcación fue con un convoy de 67 de navíos de tropas, que partió de Nueva York el 23 de septiembre; el resto de la escolta consistió en los cruceros acorazados North Carolina y Montana, y el destructor Rathbourne. El Georgia se vio obligado a cargar 525 toneladas largas de carbón adicionales a su carga normal, lo que empobreció sus características de comportamiento en el mar. En consecuencia, el navío tuvo que ser sellado para reducir las inundaciones por mares picados, lo que tuvo el efecto de acelerar la propagación de enfermedades. Durante el crucero, la tripulación sufrió de 120 casos de influenza y 14 de neumonía; 7 tripulantes murieron. Incluso con el carbón adicional, la embarcación no tuvo el combustible suficiente para alcanzar el punto de transferencia, y tuvo que separarse del convoy para regresar a puerto. El 11 de noviembre, Alemania firmó el armisticio con las potencias Aliadas, dando así fin a la guerra. El 10 de diciembre, la embarcación fue equipada para servir como transporte para repatriar a los soldados estadounidenses desde Francia. Para esta tarea, la embarcación fue transferida a la Fuerza de Cruceros y Transporte. Realizó cinco viajes entre diciembre de 1918 y junio de 1919, transportando a casi 6000 soldados en total. Su primer viaje, en compañía del acorazado Kansas, arribó a Brest, Francia el 22 de diciembre de 1918.
Poco después fue transferido a la Flota del Pacífico, partiendo de Boston el 16 de julio de 1919. Cruzó el Canal de Panamá y arribó a San Diego, donde se convirtió en el buque insignia de la 2a. División del 1.er Escuadrón. Entró al astillero de Mare Island para mantenimiento periódico el 20 de septiembre. Permaneció ahí hasta el 15 de julio de 1920, cuando fue dado de baja. Bajo los términos del Tratado Naval de Washington de 1922, la embarcación fue vendida como chatarra el 1 de noviembre de 1923 y posteriormente fue desguazada. Fue eliminada del registro naval el 10 de noviembre.